# Mabrya geniculata
Mabrya geniculata är en grobladsväxtart. Mabrya geniculata ingår i släktet Mabrya och familjen grobladsväxter.

## Underarter
Arten delas in i följande underarter:
- M. g. geniculata
- M. g. lanata